# Campodorus variegatus
Campodorus variegatus là một loài tò vò trong họ Ichneumonidae.